# 斯蒂芬·凯伦
斯蒂芬·埃斯塔班·凯伦 OAM （英語：Stephen Estaban Kelen，1912年3月21日—2003年5月1日），原名凯伦·伊什特万（匈牙利語：Kelen István），匈牙利/澳大利亚运动员、记者和作家。他曾获得7枚世界乒乓球锦标赛金牌。